# Hrabstwo Floyd (Wirginia)

Piramida wieku hrabstwa

Hrabstwo Floyd – hrabstwo w USA, w stanie Wirginia, według spisu z 2000 roku liczba ludności wynosiła 13874. Siedzibą hrabstwa jest Floyd.

## Geografia
Według spisu hrabstwo zajmuje powierzchnię 987 km², z czego lądy stanowią 987 km², a wody – 0 km².

### Miasta
- Floyd

### Sąsiednie hrabstwa
- Hrabstwo Roanoke
- Hrabstwo Pulaski
- Hrabstwo Carroll
- Hrabstwo Patrick
- Hrabstwo Franklin